# OmniScriptum Publishing Group
OmniScriptum Publishing Group (ранее VDM Publishing) — группа издательств, базирующаяся в Саарбрюккене, Германия, с филиалами в Маврикии и Молдове. Выпуск книг производится по технологии «печать по требованию» — новые экземпляры книги печатаются только тогда, когда поступает соответствующий запрос от покупателя.
Методы издательства VDM стали объектом критики со стороны научного сообщества из-за извлечения прибыли из работы добровольцев в интернете; из-за отсутствия достаточной информации об использовании в книгах материала, свободно доступного в интернете; из-за рассылки тысячам людей предложений опубликовать их научную работу; из-за того, что у неопытных авторов создавалось впечатление, что это издательство с рецензируемыми научными публикациями. Кроме того, издательство в рекламных материалах намеренно опускает некоторые «тонкости» взаимоотношений с авторами, например, не указывает, кому будут принадлежать авторские права на книгу (неожиданно для автора у издательства может появиться авторское право на книгу), вводит определённые ограничения по праву распространения книги и т. п. Также неоднократно отмечалось, что отдельные публикации часто представляют собой дословно скопированный текст из статей Википедии.

## История
Первый издательский дом данной группы, Verlag Dr Müller, был основан в Дюссельдорфе в 2002 году Вольфгангом Филиппом Мюллером и был перенесён в Саарбрюккен в августе 2005 года. В 2007 году группа стала распространять свои публикации через сайты Amazon, Amazon.co.uk, Lightning Source и немецкую компанию Books on Demand.
С Россией работает подразделение LAP Lambert Academic Publishing, публикующее диссертации на русском языке.
В Молдове работает подразделение MoreBooks! Publishing, которое набирает в этой стране редакторов (acquisition editor), рассылающих авторам по всему миру предложения опубликовать их диссертации на английском языке.
Импринты издательства OmniScriptum Publishing Group — Alphascript, Betascript, Fastbook Publishing и Doyen Verlag — специализируются на публикации и продаже материалов из Википедии в виде напечатанных книг, распространяемых в книжных интернет-магазинах. Alphascript распространяет книги в нескольких интернет-магазинах, при этом по крайней мере часть книг непосредственно печатается компанией Amazon.com. В ноябре 2010 года существовало около 150 000 подобных наименований книг. В июне 2010 года VDM открыл собственный книжный интернет-магазин: MoreBooks! Publishing.

## Деятельность

### Издательская политика
Публикация книги бесплатна для автора, но автору не выдаётся бесплатный авторский экземпляр книги. OmniScriptum «склонны оставлять работы без редактирования», предполагая, что принятые ими рукописи «уже соответствуют высоким стандартам». Корректура не проводится, чтобы не повышать затраты на производство книг. OmniScriptum публикует более 10 тысяч наименований в год и поэтому позиционирует себя как «один из лидирующих издательских домов, специализирующихся на публикации академических исследований».
OmniScriptum специализируется на публикации диссертаций и исследовательских работ на немецком, русском, французском и английском языках. Услуги издательства бесплатны для авторов. Бизнес-модель издательства предусматривает команду «поисковых редакторов» (acquisition editors), которые разыскивают в интернете авторов научных работ и по электронной почте предлагают им опубликовать работу. OmniScriptum рассылает электронные письма тысячам авторов магистерских и докторских диссертаций, информация о которых доступна на интернет-сайтах их университетов. Согласно FAQ о диссертациях в области технических наук Мичиганского технологического университета, OmniScriptum — законно действующая издательская группа и их электронные сообщения не являются мошенническими; тем не менее, выпускаемые ими книги не проходят рецензирование и мало что добавят к списку публикаций автора.

### Подразделения OmniScriptum Publishing Group
Существует 16 подразделений OmniScriptum Publishing Group. В скобках указаны даты создания и штаб-квартиры.

#### Издательские дома
- VDM Verlag Dr. Müller GmbH & Co. KG (2002, Саарбрюккен, Германия)
- LAP Lambert Academic Publishing GmbH & Co. KG (Саарбрюккен, Германия)[21]
- Südwestdeutscher Verlag für Hochschulschriften GmbH & Co. KG (Саарбрюккен, Германия)
- EUE Editions Universitaires Européennes (2010, Саарбрюккен, Германия)[15][22]
- Verlag Classic Edition (2009, Саарбрюккен, Германия)[23]
- Saarbrücker Verlag für Rechtswissenschaften (2009, Саарбрюккен, Германия)[24]
- Sanktum Publishing (2012, Саарбрюккен, Германия)
- Fromm Verlag (2010, Саарбрюккен, Германия)[25]
- Doyen Verlag (2010, Саарбрюккен, Германия)[26]
- FastBook Publishing (2009, Бо-Бассен, Маврикий)[27]
- Alphascript Publishing (2009, Бо-Бассен, Маврикий)
- Betascript Publishing (2010, Бо-Бассен, Маврикий)
- YAM Publishing (2012, Саарбрюккен, Германия)[28]
- Just Fiction! Edition (Саарбрюккен, Германия)[29]
- Editorial Académica Española (Монтевидео, Уругвай)[30]
- Palmarium Academic Publishing (2011, Саарбрюккен, Германия)[31]
- Bloggingbooks (2011, Саарбрюккен, Германия)[32]
- Издательство «Другое решение» (2013, Саарбрюккен, Германия)[33]
- Scholars’ Press (2012, Саарбрюккен, Германия)[34]
- SVH-Verlag (Саарбрюккен, Германия)[35]
- PAI Presse Accademiche Italiane (Саарбрюккен, Германия)[36]
- Wydawnictwo Bezkresy Wiedzy (2013, Саарбрюккен, Германия)[37]
- Novas Edições Acadêmicas (Саарбрюккен, Германия)[38]
- Verlag Lebensreise (Саарбрюккен, Германия)[39]

В 2012 году издательства LAP Lambert Academic Publishing GmbH & Co. KG и Südwestdeutscher Verlag für Hochschulschriften GmbH & Co. KG объединились с AV Akademikerverlag GmbH & Co. KG.

#### Обслуживающие компании
- VDM Publishing House Ltd (Бо-Бассен, Маврикий)
- VDM Verlagsservicegesellschaft mbH (2008, Саарбрюккен, Германия)[40]
- VDM IT-Dienstleistungen GmbH & Co. KG (2008, Саарбрюккен, Германия)[41]
- MoreBooks! Publishing GmbH (2009, Кишинёв, Молдова)[4]
- VDM Verwaltung Aktiengesellschaft (Саарбрюккен, Германия)
- NicerBooks! Publishing GmbH (Аргентина)[42]
- BetterBooks! Publishing GmbH (Рига, Латвия)[43]

## Критика
В институтах Российской академии наук «монографии» издательства Lambert Academic Publishing и подобные (OmniScriptum Publishing Group и др.) не учитываются при расчёте баллов публикаций для определения стимулирующих надбавок. Научно-издательский совет Дальневосточного отделения Российской академии наук, проведя обсуждение в среде представителей руководства институтов и сотрудников совета, указал на то, что «многие высказались резко против признания изданий в обозначенном издательстве монографиями», в то время как «некоторые учёные назвали подобную форму публикаций „очень опасным прецедентом“ и написали, что её „нужно исключить из форм любых оценок и отчётности“». Так же было установлено, что «в подавляющем большинстве индивидуальных и коллективных откликов высказано отрицательное мнение по вопросу о том, следует ли считать издания LAMBERT Academic Publishing публичным подтверждением значимости научного результата и относить к показателям качественной оценки научного труда». В качестве обоснования таких суждений было указано, что в Lambert Academic Publishing публикации «не рецензируются и не редактируются, а отбираются путём массовой рассылки всем подряд приглашений опубликоваться», а также что «публикация в одном экземпляре недоступна для апробации изложенных в ней научных результатов». К таким же выводам пришла рейтинговая комиссия Саратовского государственного технического университета имени Ю. А. Гагарина.
Кандидат биологических наук, доцент и заведующий кафедрой зоологии Пермского государственного гуманитарно-педагогического университета Н. А. Литвинов, кандидат биологических наук, доцент той же кафедры Н. А. Четанов и кандидат биологических наук, доцент, старший научный сотрудник Лаборатории герпетологии и токсинологии Института экологии Волжского бассейна РАН А. Г. Бакиев в рецензии на книгу доктора биологических наук, профессора В. А. Черлина «Рептилии: температура и экология», выразив удивление, что «очередная крупная работа известного специалиста по термобиологии рептилий опубликована не в солидном научном издательстве» указав на «LAP LAMBERT Academic Publishing» как на «весьма сомнительное издательство» и высказав мнение, что это «резко снижает доступность прочтения монографии как специалистами, так и широким кругом читателей». Ссылаясь на итоги обсуждения проведённого Научно-издательским советом Дальневосточного отделения Российской академии наук, авторы рецензии подчеркнули, что «многие учёные высказываются против признания изданий в „LAP LAMBERT Academic Publishing“ монографиями». Кроме того отметив, что «даже не совсем уверены, что нам не будет ничего плохого за изображение обложки рецензируемой работы», рецензенты указали на то, что «в этом „мутном“ Verlag LAP LAMBERT Academic Publishing что-то непонятно даже с авторскими правами, похоже, они переходят к LAP LAMBERT Academic Publishing после „публикации“». В связи с этим они выразили надежду на то, чтобы их «уважаемый коллега Владимир Александрович Черлин воздержался в дальнейшем от сотрудничества с этим Verlag-издательством „LAP“».
Ассоциированный профессор и участник программы Canada Research Chair по лигвистической визуализации информации Университета технологического института Онтарио Кристофер Коллинс отмечал:
Я неоднократно критиковал маркетинговые методы этого издательства и считаю их продукцию «академическим спамом». В ответ несколько человек возразили мне, что, мол, от них нет никакого вреда, напротив, сплошная выгода для вашей книжной полки и CV. Я полагаю, украсить полку можно самостоятельно, зайдя в местную печатню и переплётную мастерскую. На академические достижения самиздатовские книги по требованию, сделанные на коленке, скорее всего, повлияют отрицательно: опытные исследователи сразу заметят спам, который говорит только о вашем тщеславии и неумении сделать ваши тезисы свободно доступными в Интернете.
Доктор психологических наук, профессор кафедры педагогической психологии и педагогики факультета психологии МГУ имени М. В. Ломоносова и профессор департамента психологии факультета социальных наук НИУ ВШЭ А. Н. Поддьяков утверждал, что «получил от сотрудника Международного Издательского Дома LAP Lambert Academic Publishing письмо с предложением издать мою диссертацию в форме монографии, но диссертацией он называет то, что реально является журнальной статьёй, опубликованной на русском», а также заметил, что прочитал пост в блоге Коллинса, в котором «говорится, что это то ли мошенничество, то ли спам, который получила уже куча народу и получает до сих пор», и призвал коллег к бдительности.
Профессор Берлинского института техники и экономики и участница проекта по выявлению плагиата VroniPlag Wiki Дебора Вебер-Вульф отнесла OmniScriptum Publishing Group к числу тех, которые «обычно именую „подложное издательство“, но которое, наверное, назову спамное издательство». Особое внимание она обратила на размещённые для продажи на Amazon публикации за авторством Lambert M. Surhone, Miriam T. Timpledon и Susan F. Marseken, которые совместно опубликовали > 81214 (!) книг по тематике от винтовки M16 до синусоиды (Lambert M. Surhone один «имел 230,556 публикаций к этому утру») указав на то, что «многие содержат — согласно обложке — „высококачественный контент из статей Википедии![sic]“, и всего лишь за 34,99 € вместо 36,99 €», причём «„аннотации“ этих книг часто представляют собой несколько первых предложений статьи Википедии». Она также отметила, что тот же контент можно получить совершенно бесплатно, обратившись к самой Википедии.
Журналист газеты Die Tageszeitung Кай Шлитер отмечает, что многие публикации издательств, входящих в группу, представляют собой дословное копирование текстов из статей Википедии. В качестве примеров приводится шестидесятистраничная брошюра о Карле-Теодоре цу Гуттенберге, продававшаяся за 27 евро. Также «Die 10 lebenswertesten Städte Europas: Kurzportrait der europäischen Großstädte mit höchster Lebensqualität» по цене 79 евро. Кроме того, указывается книга «Die Stasi-Unterlagenbehörde BStU: Das größte und teuerste Archiv Deutschlands» под редакцией Макса Немштайна, который «только один появляется в более чем 50 наименованиях Hause Fastbook Publishing», а сама публикация представляет собой «дешёвый клеёный буклет из около 100 страниц, составленный из почти случайно подобранных статей Joachim Gauck, Rosenholz-Dateien, Schnipselmaschine — всё что так или иначе могло как-то иметь отношение к Штази». Как и Вебер-Вульф, Шлитер обращает внимание на автора Lambert M. Surhone, которому «удаётся опубликовать более 120 000 книг», а также отмечает, что любые запросы относительно того, кто такой Немштайн, заканчиваются ответом, что информация не может быть предоставлена «по соображениям конфиденциальности» и дальнейшие запросы игнорируются.
Кандидат исторических наук, доцент Института истории, политических и социальных наук Петрозаводского государственного университета и ассистент-профессор Хьюстонского университета А. В. Голубев, указав на то, что LAP Lambert Academic Publishing является самым известным в России издательством, получающим «прибыль на продаже не нескольких сотен или тысяч, а уже буквально нескольких экземпляров каждой публикуемой книги» и проводящим «активную, если не сказать агрессивную, маркетинговую политику в российском научном сообществе», отмечает, что людей привлекает «простота, скорость и отсутствие необходимости собственных финансовых вложений», поскольку «от согласия до публикации проходит примерно два месяца». Голубев обращает внимание, что LAP Lambert Academic Publishing добивается этого путём «абсолютной минимизации всех расходов», поскольку «никак не работает с рукописью» и после заключения договора с автором тот получает гиперссылку «с доступом к онлайн-системе макетирования, куда нужно загрузить рукопись и выбрать оформление обложки». При этом издательство не предоставляет ни корректора, ни редактора, а отсюда «все ошибки и опечатки, допущенные в тексте, окажутся в опубликованной книге». Подчеркнув, что «в нескольких изданиях LAP можно найти опечатки и стилистические ошибки в уже названии книги, не говоря уже про основной текст» и указав на то, что «отсутствие института рецензирования приводит к тому, что LAP публикует фактически все присланные тексты, включая бакалаврские и магистерские работы и компиляции статей из Wikipedia», Голубев приходит к выводу о том, что «издатель не гарантирует качество своих публикаций — ни содержательно, ни в плане оформления — и о какой-то репутации на международном уровне в случае LAP говорить не приходится», а если «и есть репутация, то сугубо отрицательная». В качестве второго доказательства минимизации расходов он обращает внимание на то, что издательство не стремится распространять научные знания, поскольку «все книги публикуются тиражом один экземпляр — тот, который присылается автору — а дальнейшие экземпляры печатаются по ходу поступления заказов», а если автор желает, чтобы его работа «была в университетской библиотеке, в РНБ и РГБ, а также в других местах, куда обычные издательства автоматически рассылают свою продукцию, каждый экземпляр нужно покупать за сумму от 60 до 120 евро и рассылать за свой счёт». Таким образом «отсутствие „лишних“ копий приводит и к тому, что опубликованные в LAP работы исключены и из международной циркуляции знания» и «если в какой-то момент LAP решит выйти из бизнеса, то во всём мире останется только один экземпляр — тот, который на руках у автора».

Проректор по научной работе Санкт-Петербургского государственного университета, доктор химических наук, профессор С. П. Туник отмечает: 
Согласно мнению специалистов Научной библиотеки им. М. Горького, издательство Lambert Academic Publishing никоим образом не может рассматриваться как издательство с высокой репутацией. Соответственно, труды работника СПбГУ, опубликованные в данном издательстве, не смогут способствовать повышению репутации и рейтинга Университета. Поэтому издания Lambert Academic Publishing не рассматриваются как полноценные научные публикации и не засчитываются ни при установлении работникам СПбГУ надбавок и премий, ни при приемке отчетов по НИР, выполняемым за счет средств СПбГУ.

Кандидат философских наук, заместитель начальника Управления лицензирования, аккредитации, признания и подтверждения документов Федеральной службы по надзору в сфере образования и науки В. Н. Гребеньков следующим образом прокомментировал для «Российской газеты» деятельность издательства:
Издание LAP Lambert Academic Publishing не учитывается в качестве официально опубликованной монографии, поскольку тексты данным издательством не рецензируются и не редактируются, а отбираются путем массовой рассылки приглашений. При этом печать осуществляется после поступления соответствующего запроса от покупателя. В силу этого данные издания не могут служить свидетельством апробации изложенных в них научных результатов.
 А ранее в официальном ответе на письмо проректора по научной работе Алтайского государственного педагогического университета доктору социологических наук, профессору Н. А. Матвеевой Гребеньков также указал, что «публикация осуществляется в одном экземпляре».
Журналисты швейцарской немецкоязычной газеты Berner Zeitung Никлаус Бернхард и Филипп Мюллер, отметив, что подход VDM-Verlags «является спорным и граничит с обманом», указывают, что под видом книг, которые «не дешевы и стоят от 79 до 129 франков», издаются выпускные квалификационные работы студентов, о чём покупатель не знает, думая, что приобретает учебник, поскольку «на первой странице книги, нигде не упоминается, что это только дипломная работа». Причём издательство проявляет интерес не только к дипломным работам, выполненным на высоком уровне, но «также регулярно связывается со студентами, которые получили достаточно баллов за свою работу». Также они обратили внимание на то, что жертвами обмана становятся даже такие крупные учёные, как профессор журналистики и медиаменеджмента Университета Лугано Стефан Рус-Моль, который в 2008 году в Neue Zürcher Zeitung опубликовал рецензию на выпущенную издательством книгу по видеожурналистике. И хотя его отзыв был всецело отрицательным, Рус-Моль даже подумать не мог, что «публикация является дипломной работой» и считает, что она вообще «не должна была быть издана», поскольку несмотря на профессиональное и «красивое исполнение» переплёта, сама работа «чистой воды макулатура».
Американская писатель-фантаст, член Американской ассоциации писателей-фантастов и основательница (совместно с Энн Кэрол Криспин) Комитета по писательским мошенничествам Виктория Штраус отнесла OmniScriptum к числу «научных фабрик авторов».
Американская писательница и публицист Пэган Кеннеди отмечает, что деятельность издательства подобна распространению сорняков кудзу в книгоиздании.